# Клидог ап Каделл
Клидог ап Ка́делл (валл. Clydog ap Cadell) (ок. 880— ок.920) — правитель Сейсиллуга с 911 года. Отец Клидога, Каделл, был сыном Родри Великого и родоначальником династии Диневур. Правил после смерти отца и до своей смерти, в зависимости от источника даты разнятся. Согласно Гвентианской Хронике с 900 по 914. По Хронике Принцев Уэльса с 907 по 917. Согласно Анналам Камбрии с 909 по 919 год. То есть около 10 лет.

## Биография
Клидог был сыном Каделла от его жены Рейнхары, дочери Хивайда ап Бледдри, правителя Диведа, либо же от его жены Фенелы.
Имя жены Клидога, и откуда она, неизвестно. Его брат Хивел женился на Элейне, дочери Лливарха, сына Хивайда.. В 905 году, Каделл напал на Дивед и убил тамошнего правителя, Родри, брата Лливарха, в битве при Арвистли. Либо же, он был казнён обезглавливанием по приказу Каделла. Всё это позволило Хивелу стать наследником Диведа, а Клидогу остальных земель отца.
После смерти Каделла, а произошло это по разным данным в 900, 907, 909 или около 911 года, его сыновья разделили владения отца: Клидог стал править в Сейсиллуге, Мейриг получил Истрад-Тиви, а Хивел стал королём Диведа. Клидог был младшим из них, и вряд ли наиболее способный управлять и де-факто, что оба брата правят вместе над их королевствами. Таким образом, они присутствуют вместе на встрече, 918 года, чтобы продемонстрировать свою лояльность королю Уэссекса, Эдуарду Старшему. Клидог, вероятно, исчезает в сорокалетнем возрасте, в 919 году, по другим данным в 914 или же в 917 году, когда он был убит их третьим братом - Мейригом. Все его владения прибрал к себе Хивел, будто не было наследников, создав таким образом Дехейбарт.

## Потомки
У него было четыре сына: Хеннирт (умер в 936 году), Мейриг (возможно это он умер в 936 году), Хиваидд (умер в 938/939 году) и Кадвайл. У Кадвайла в свою очередь был сын Маел Майлиэнидд, который был предком племени в Поуисе через своего сына Йорверта Хилфавра или Хирфавра, который, как говорят, владел Лландисилио, что в Деуддуре. Он жил в 978 году. Его потомки найдены в Поуис Венвинвине, но не в Майлиэниде.